# 858
858(팔백오십팔)은 857보다 크고 859보다 작은 자연수다.

## 수학
- 합성수로, 그 약수는 총 16개다. (1, 2, 3, 6, 11, 13, 22, 26, 33, 39, 66, 78, 143, 286, 429, 858)
  - 858의 진약수의 합은 1158이므로, 858은 과잉수다.
  - 제곱 인수가 없는 45번째 과잉수다. 이 성질을 지닌 앞의 수는 834, 다음 수는 870이다. (OEIS의 수열 A087248)
- 회문수다.

## 과학
- HR 858(영어판): 화로자리 방향에 있는 항성.
- NGC 858: 고래자리 방향에 있는 나선은하.

## 교통

### 항공
- 대한항공 858편 폭파 사건

### 도로
- 858번 홋카이도도(일본어판)

## 군사
- U-858(영어판, 독일어판): 제2차 세계 대전에 사용된 나치 독일의 군용 잠수함.

## 문화유산
- 대한민국의 보물 제858호: 중완구

## 기타
- 연도: 858년, 기원전 858년